# Michael Cammalleri
Vous lisez un « bon article » labellisé en 2012.
Michael Cammalleri, souvent appelé Mike Cammalleri, (né le 8 juin 1982 à Richmond Hill en Ontario au Canada), est un joueur professionnel canadien de hockey sur glace évoluant dans la Ligue nationale de hockey avec les Oilers d'Edmonton au poste d'ailier gauche. Il est sélectionné en deuxième tour, 49e joueur au total, par les Kings de Los Angeles de la LNH lors du repêchage d'entrée de 2001. Après son passage avec les Kings, il rejoint les Flames une première fois pour la saison 2008-2009. Après cette saison avec les Flames, il signe pour les Canadiens de Montréal mais retourne jouer à Calgary au cours de la saison 2011-2012. En 2014, il signe un contrat avec les Devils du New Jersey.
Sur la scène internationale, il participe avec l'équipe du Canada à quatre compétitions internationales ; il participe ainsi à deux championnats du monde junior en 2001 et en 2002 remportant respectivement une médaille de bronze et une médaille d'argent. Au niveau senior, il est sélectionné deux fois pour les championnats du monde, en 2006 et en 2007 où il aide son équipe à remporter la médaille d'or.

## Biographie

### Débuts
Michael Cammalleri est né le 8 juin 1982 à Richmond Hill en Ontario ; il est le fils de Leo, d'origine sicilienne, et de Ruth Cammalleri, de religion juive, et a une sœur cadette, Melanie. Ses grands-parents maternels, venant de la Pologne et de Tchécoslovaquie, ont survécu à la Shoah malgré un passage dans un camp de concentration nazi. Jeune, Cammalleri joue au football, au baseball, au golf et également au hockey sur glace. Il commence ainsi à patiner à l'âge de 3 ans et un an plus tard, son père l'inscrit dans une équipe de joueurs de cinq ans en mentant sur son âge.
Il rejoint les Red Wings de Toronto à l'âge de 13 ans et remporte avec eux, en tant que capitaine, le Tournoi international de hockey pee-wee de Québec de 1996. La saison suivante, il rejoint les Blues de Bramalea de la Ligue de hockey junior de l'Ontario ; il inscrit dès cette première saison 88 points en 46 matchs faisant de lui la recrue de l'année. La saison suivante, en 1998-1999, il marque 103 points en 41 matchs.
Bien qu'il soit déjà repêché par les St. Michael's Majors de Toronto de la Ligue de hockey de l'Ontario, sur les conseils de son père, il préfère prendre son temps et poursuivre ses études ; il quitte ainsi l'Ontario et également le Canada pour aller faire ses études dans l'Université du Michigan aux États-Unis.

### Carrière universitaire

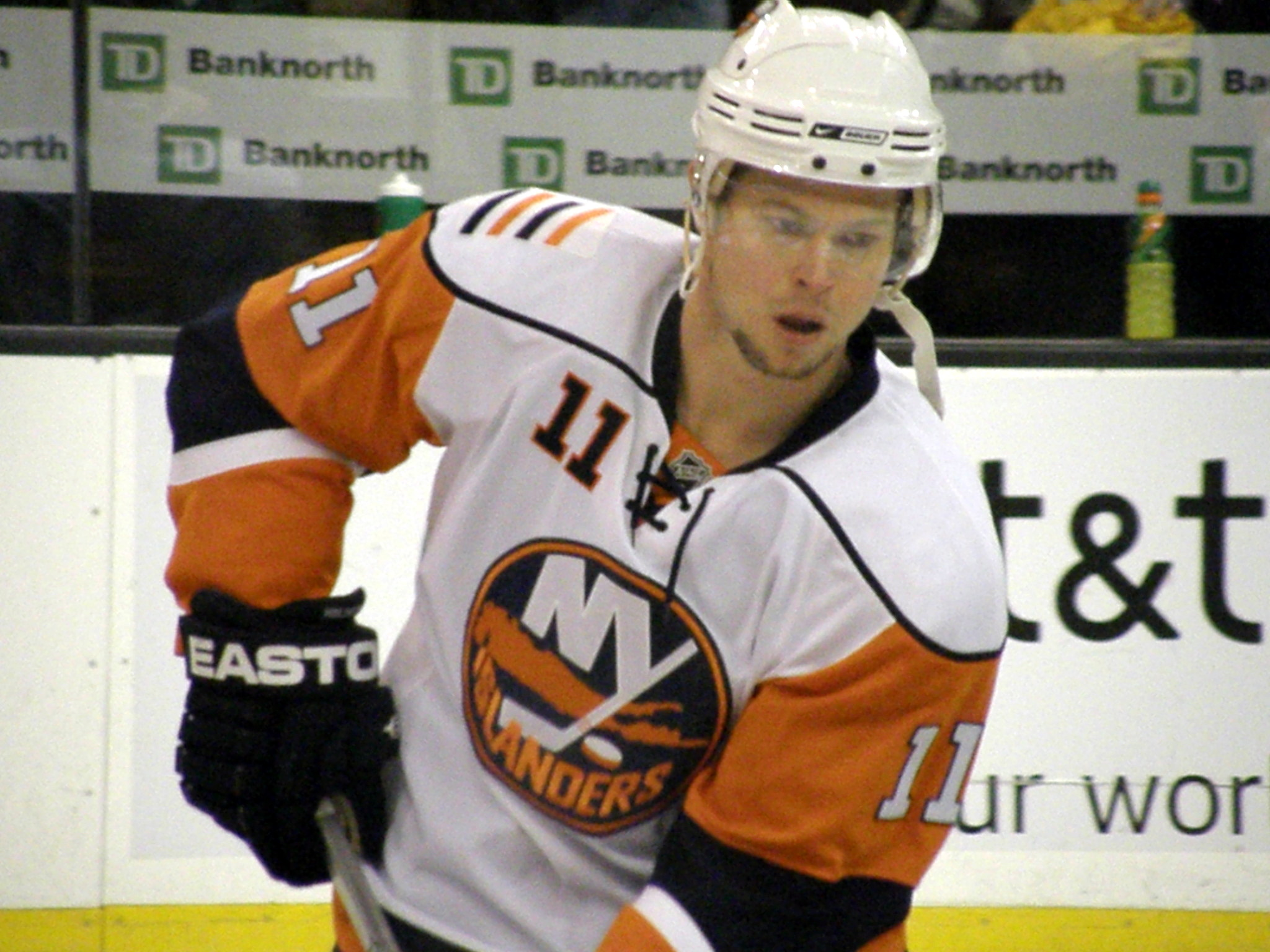
Andy Hilbert (ici avec les Islanders de New York) a terminé avec plus de points que Cammalleri à chacune de ses deux saisons avec les Wolverines du Michigan.

Il joue pour les Wolverines dans le championnat universitaire de la National Collegiate Athletic Association. Lors de sa première saison en 1999-2000, il inscrit 13 buts et autant d'aides pour 26 points. Les Wolverines remportent la saison régulière mais le tournoi de la Central Collegiate Hockey Association est remporté par les Spartans de l'Université d'État du Michigan.
En 2000-2001, Cammalleri qui porte le numéro 13 est le deuxième marqueur de l'équipe avec 61 points, trois points derrière Andy Hilbert. Il est sélectionné dans la première équipe d'étoiles de la CCHA en compagnie de deux de ses coéquipiers : Hilbert et Jeff Jillson. Pendant la saison, il part à Moscou en Russie pour jouer le championnat du monde junior avec l'équipe du Canada. Les Canadiens remportent la médaille de bronze ; après une défaite en demi-finale contre la Finlande, ils sauvent l'honneur en gagnant 2-1 en prolongation contre la Suède. Lors du tournoi, il inscrit quatre buts et deux passes décisives pour six points.
Cammalleri est choisi par les Kings de Los Angeles en deuxième ronde du repêchage d'entrée dans la Ligue nationale de hockey de 2001. Il est alors le 49e joueur choisi lors de la séance, le troisième sélectionné par les Kings après Jens Karlsson et David Steckel. Il ne rejoint pas pour autant la franchise de Los Angeles puisqu'il joue une autre saison avec les Wolverines. Pendant la saison, il joue encore une fois avec l'équipe canadienne au championnat du monde junior se déroulant en République tchèque. Le Canada perd la finale 5-4 contre la Russie et remporte la médaille d'argent. En plus de quatre passes décisives, Cammalleri parvient à marquer sept buts en autant de matchs ; meilleur marqueur du tournoi, il est élu meilleur attaquant et également dans l'équipe type de la compétition.
À la fin de la saison 2001-2002 des Wolverines, Cammalleri compte 43 points en 28 rencontres pour terminer deuxième marqueur de l'équipe. Les Wolverines remportent la saison régulière avec 19 victoires en 28 matchs et gagnent en plus le tournoi final de la CCHA. Cammalleri fait partie de la seconde équipe d'étoiles de la CCHA.

### Débuts à Los Angeles et passage dans la LAH
Le 25 juillet 2002, Cammalleri signe son premier contrat professionnel avec les Kings, un contrat d'une durée de trois ans. Il commence sa saison avec les Monarchs de Manchester, l'équipe affiliée dans la Ligue américaine de hockey à la franchise de Los Angeles. En neuf matchs, il obtient 14 points avant d'être rappelé par les Kings début novembre. Il fait ses débuts dans la LNH le 8 novembre 2002 contre les Sénateurs d'Ottawa ; lors de cette victoire 3-2, Cammalleri récolte son premier point dans la LNH avec une aide sur le but de Mathieu Schneider. Huit jours plus tard contre les Oilers d'Edmonton, il marque son premier but dans la LNH contre le gardien Tommy Salo. Il joue 26 matchs avec les Kings avant de retourner à Manchester le 9 janvier ; il est rappelé par les Kings près d'une semaine plus tard. Finalement, il rate les 31 derniers matchs en raison d'une commotion cérébrale subie le 28 janvier contre les Sharks de San José. Avant cette blessure, il totalise cinq buts et huit points en 28 matchs dans la LNH et vingt points en treize parties dans la LAH.
La saison suivante, il subit une blessure au genou lors d'un match préparatoire contre les Sharks le 21 septembre 2003 lui faisant manquer huit parties. Le 29 novembre, il marque deux buts lors du même match contre les Blackhawks de Chicago ; il réalise alors son premier doublé dans la LNH. Il joue 31 matchs avec les Kings pour 14 points alors qu'avec l'équipe des Monarchs, il joue 41 matchs pour 39 points. Lors des séries éliminatoires de la Coupe Calder dans la LAH, Cammalleri ne joue qu'un match pour une aide lors du premier tour des séries que les Monarchs perdent contre les IceCats de Worcester.
La saison 2004-2005 de la LNH est annulée en raison d'un lock-out et Cammalleri joue sa saison entière avec le club-école des Kings. Il joue le Match des étoiles de la LAH pour l'équipe canadienne et récolte une aide sur un but de Kyle Wellwood, le premier du match. Malgré une avance de l'équipe canadienne de 4-0, elle perd le match par la suite 5 buts à 4 contre l'équipe PlanetUSA. Il termine la saison avec 109 points, deuxième marqueur de la ligue derrière les 117 points de Jason Spezza des Senators de Binghamton. Il marque également 46 buts faisant de lui le meilleur buteur et remporte le trophée Willie-Marshall, trophée remis annuellement au meilleur buteur de la LAH. Les Monarchs sont qualifiés pour les séries mais sont éliminés en six matchs contre les Bruins de Providence lors du premier tour.

### Joueur permanent des Kings
Le 10 août 2005, il signe une prolongation de contrat d'un an avec les Kings d'une valeur de 860 000 dollars,. Il s'agit de sa première saison en tant que membre régulier puisqu'il joue 80 matchs sur 82 sous les couleurs des Kings. Le 5 janvier 2006, il joue son 100e match en carrière lors d'une rencontre contre les Coyotes de Phoenix. Il compte également dans sa fiche 26 buts et 29 mentions d'aides pour 55 points terminant en tant que meilleur buteur de l'équipe et quatrième marqueur derrière Ľubomír Višňovský, Craig Conroy et Pavol Demitra. Les Kings terminent à la quatrième place de la division Pacifique et sont éliminés des séries éliminatoires.
L'élimination des Kings permet à Cammalleri de participer au championnat du monde de 2006 se déroulant à Riga en Lettonie. Après une défaite 5-4 en demi-finale contre les Suédois, les Canadiens jouent la petite finale pour la médaille de bronze contre la Finlande mais ces derniers écrasent le Canada 5-0. Durant le championnat, il inscrit un but et quatre aides.

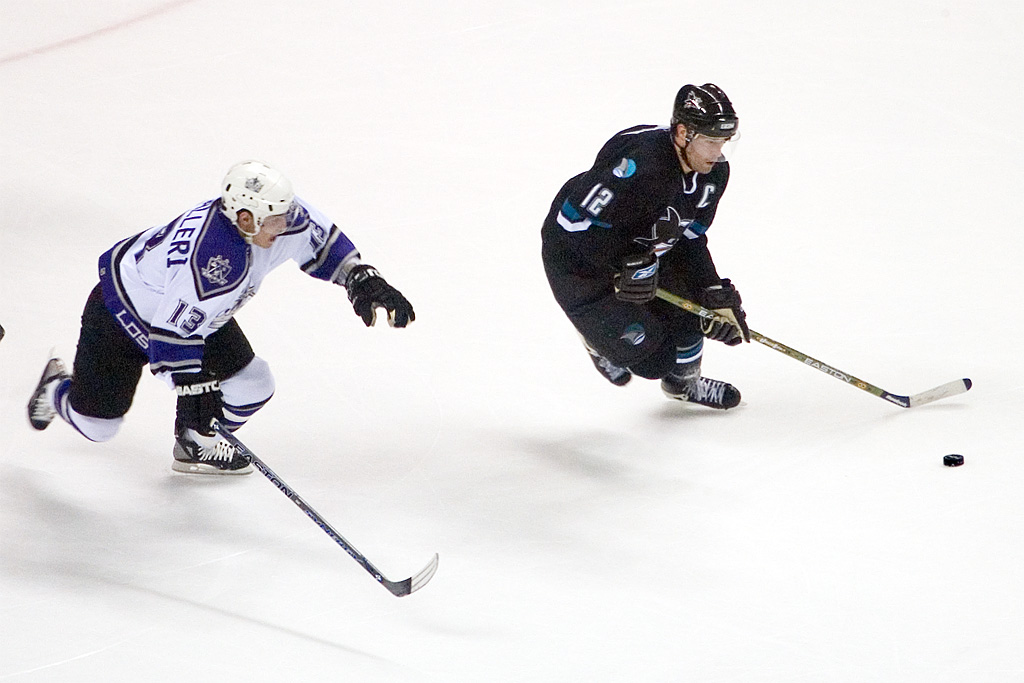
Cammalleri (en blanc) lors d'un match des Kings contre les Sharks de San José en décembre 2006.

Avant les débuts de la saison suivante, il signe un nouveau contrat d'un an avec les Kings le 26 juillet 2006. Le 27 novembre, contre les Devils du New Jersey, il inscrit son centième point en carrière en marquant un but contre Martin Brodeur lors d'une victoire 3-2 en fusillade. Le 22 février 2007, il joue son 200e match en carrière lors d'un match contre les Canucks de Vancouver. Auteur de 39 réalisations en 81 parties, il termine en tant que deuxième buteur de l'équipe 2006-2007 derrière Aleksandr Frolov ; le joueur canadien compte 80 points pour être le meilleur marqueur de l'équipe. Les Kings terminent à l'avant-dernière place de l'association de l'Ouest et sont éliminés des séries éliminatoires avec une maigre récolte de 68 points juste devant les Coyotes de Phoenix, qui comptent un point de moins que l'équipe de Los Angeles. Cammalleri remporte le Bill Libby Memorial Award, trophée interne des Kings remis annuellement au meilleur joueur de l'équipe.
Fin avril, Cammalleri prend part au championnat du monde de 2007 à Moscou en Russie. Lors du dernier match des Canadiens au deuxième tour, le numéro 13 réussit un doublé lors d'une victoire 6-3 contre les États-Unis. Après des victoires contre les Suisses en quarts de finale et contre la Suède en demi-finale, l'équipe canadienne parvient à remporter la médaille d'or en battant la Finlande 4-2 en finale, Cammalleri réalisant une passe décisive sur le deuxième but des siens inscrit par Eric Staal. Durant le championnat, Cammalleri récolte une fiche de quatre buts et sept points en neuf matchs.
Le 7 août 2007, il signe une prolongation de contrat de deux ans avec les Kings. Les Kings commencent la saison à Londres contre les Ducks d'Anaheim et Cammalleri marque le premier but de la saison dans la victoire 4-1 lors du premier match de l'histoire de la LNH joué en Europe. En mars 2008, lors d'une défaite 2-1 en prolongation contre le Wild du Minnesota, Cammalleri marque le seul but de l'équipe et réalise son 200e dans la LNH. Cammalleri n'inscrit que 47 points et est limité à 63 matchs en raison de diverses blessures, notamment une blessure aux côtes qui lui a fait manquer 17 parties. Les Kings terminent derniers de leur association avec 71 points et ne prennent pas part aux séries éliminatoires.

### Calgary et Montréal

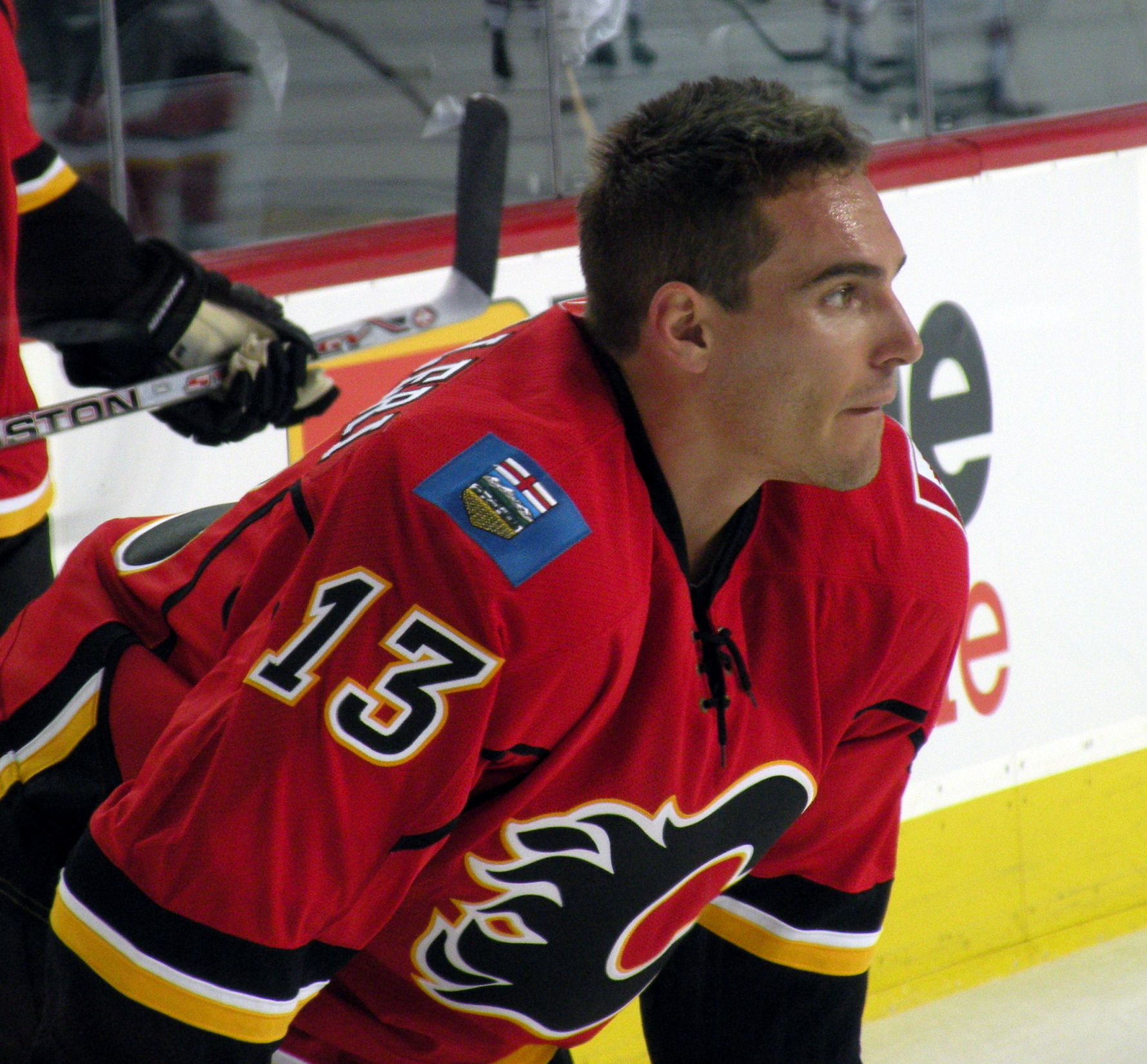
Cammalleri avec les Flames de Calgary en 2008.

Le jour du repêchage de 2008, le 20 juin, Cammalleri est échangé aux Flames de Calgary. Afin d'avoir le Canadien de 26 ans, les Flames effectuent une transaction à trois équipes. Ils échangent leur choix de première ronde aux Kings qui envoient ensuite ce choix et leur choix de première ronde aux Ducks d'Anaheim en retour du choix de première ronde des Ducks.
Jouant sur la même ligne que Jarome Iginla et Matthew Lombardi, le 27 novembre 2008 contre les Canucks de Vancouver, il réalise son premier coup du chapeau ainsi que son 100e but en carrière. À la fin de la saison, Cammalleri termine deuxième marqueur de l'équipe avec 82 réalisations derrière Iginla qui en compte 89 ; il est également le meilleur buteur avec 39 buts. Cammalleri joue pour la première fois de sa carrière les séries éliminatoires de la Coupe Stanley puisque les Flames terminent à la deuxième place de la division Nord-Ouest. L'équipe est éliminée au premier tour quatre matchs à deux par les Blackhawks de Chicago.
En raison du plafond salarial, les Flames ne peuvent prolonger le contrat de Cammalleri qui devient alors un agent libre sans compensation. Le 1er juillet 2009, il signe un contrat de cinq ans valant 30 millions de dollars avec les Canadiens de Montréal. Le 4 décembre 2009, il réalise un coup du chapeau contre les Bruins de Boston au Centre Bell, le jour du centième anniversaire des Canadiens. Il décrit l'ovation qui suit son troisième but comme « le plus beau moment de sa carrière ». Le 28 décembre, à la Place Banque Scotia, domicile des Sénateurs d'Ottawa, dans une défaite de 2-4, Cammalleri inscrit son 19e but de la saison mais aussi le 20 000e but compté par un joueur de la concession montréalaise depuis sa fondation en 1909. Début février, Cammalleri subit une blessure à un genou qui va lui faire manquer six semaines d'activité. Finalement, Cammalleri récolte 50 points en 67 parties à la fin de sa saison.

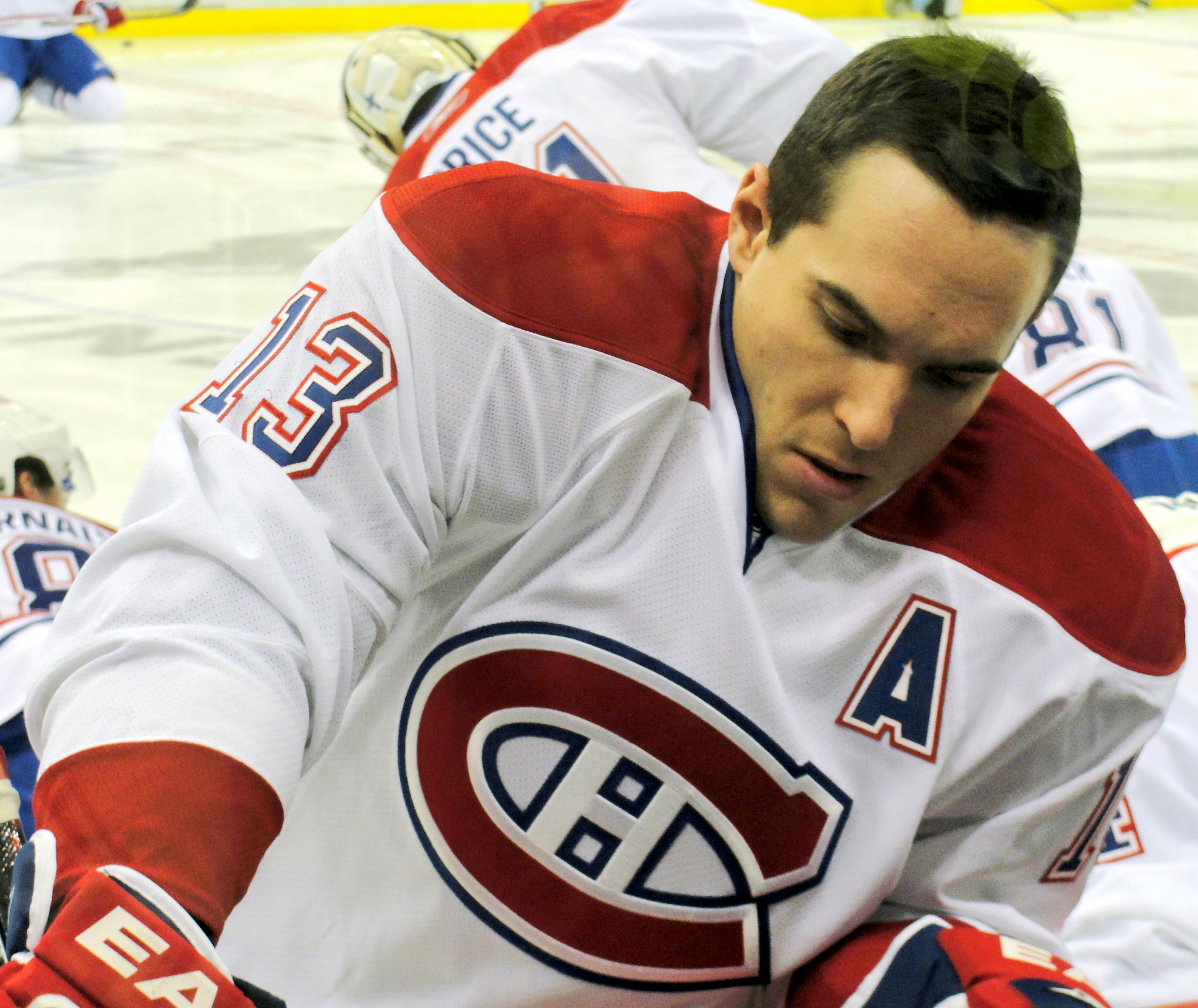
Cammalleri avec les Canadiens de Montréal en mars 2011.

Les Canadiens remportent de justesse leur place pour les séries éliminatoires en se qualifiant au dernier rang de l'association de l'Est, le huitième. À la surprise générale, les Canadiens éliminent au premier tour les champions de la saison régulière, les Capitals de Washington, puis font subir le même sort aux Penguins de Pittsburgh ; ils accèdent ainsi pour la première fois depuis 1993, année où ils ont remporté la Coupe Stanley, à la finale d'association. Lors des sept matchs contre les Penguins, Cammalleri marque sept buts dans la série rejoignant Maurice Richard, Jean Béliveau, Bernard Geoffrion, Guy Lafleur et Marcel Bonin dans la liste des meilleurs marqueurs des Canadiens sur un tour de séries.
Les Canadiens perdent finalement la finale de l'association de l'Est contre les Flyers de Philadelphie avec trois blanchissages de Michael Leighton le gardien de Philadelphie. Bien que les sept meilleurs marqueurs des séries éliminatoires disputent la finale de la Coupe Stanley et jouent plus de matchs que l'attaquant des Canadiens, Cammalleri termine meilleur buteur des séries avec 13 buts en 19 rencontres.
La saison suivante, Cammalleri est suspendu pour le premier match de la saison régulière en raison d'un cinglage sur la recrue Nino Niederreiter des Islanders de New York pendant un match préparatoire à Québec le 4 octobre 2010. Mi-janvier 2011, il manque un mois de jeu en raison d'un double-échec reçu par Mike Weber des Sabres de Buffalo. Le numéro 13 revient finalement sur les patinoires de la LNH le 20 février à l'occasion de la Classique Héritage 2011 jouée à l'extérieur contre son ancienne équipe, les Flames. Les Canadiens se qualifient pour les séries éliminatoires avec la deuxième place de la division Nord-Est mais sont éliminés au premier tour et en sept matchs par les Bruins de Boston. Pour cette saison, Cammalleri reçoit le trophée Jean Béliveau, trophée interne des Canadiens remis annuellement au joueur de l'équipe s'étant démarqué le plus par son engagement communautaire.
Lors de la saison 2011-2012 au mois de janvier, alors que le Canadien perd 3-0 contre les Blues de Saint-Louis, Cammalleri fait parler de lui en disant que l'équipe a une attitude de perdants. Le 12 janvier 2012, il est retiré de la formation montréalaise à la fin de la deuxième période, lors d'un match contre les Bruins de Boston et est par la suite échangé aux Flames de Calgary, avec Karri Rämö et un choix de cinquième tour en 2012, contre René Bourque, un choix de deuxième tour en 2013 et Patrick Holland. Lors de son retour avec les Flames, il marque un but contre son ancienne équipe, les Kings, malgré la défaite 4-1. À la fin de la saison, Cammalleri enregistre onze buts et huit aides. Les Flames sont éliminés des séries avec la neuvième place de l'association de l'Ouest avec 90 points, soit cinq points de moins que les Kings et la huitième place.
Au cours de la saison 2012-2013, la LNH décrète un nouveau lock-out après l'échec des négociations entre la ligue et le syndicat des joueurs ; ce n'est qu'au mois de janvier que la saison commence et les équipes sont limités à 48 matchs. Au cours de cette saison où les Flames sont une nouvelle fois hors des séries, Cammalleri réalise 13 buts et 32 points en 44 matchs, dont un coup du chapeau réalisé contre les Stars de Dallas le 14 février ; il s'agit de son 200e but marqué dans la ligue. La saison suivante, Cammalleri est une fois de plus touché par les blessures qui lui font manquer une vingtaine de parties, limitant sa saison à 63 matchs. Le 4 avril 2014, il marque son 500e point dans la ligue nationale après avoir marqué un but lors d'un match contre les Panthers de la Floride. Avec 26 buts cette saison, il est le meilleur buteur des Flames et se classe troisième parmi les pointeurs de l'équipe avec 45 points derrière Jiří Hudler et Mark Giordano alors que les Flames sont exclus des séries pour une cinquième année de suite.

### Les Devils du New Jersey
Le 1er juillet 2014, Cammalleri, devenu agent libre, signe un contrat de cinq ans avec les Devils du New Jersey pour un montant de 25 millions de dollars. Habitué à porter le numéro 13, il doit le délaisser au profit du numéro 23 car Lou Lamoriello, directeur général de l'équipe depuis 1987, a adopté comme tradition de ne pas porter le numéro 13 au sein des Devils. Il joue 68 matchs au cours de la saison 2014-2015, manquant une quinzaine de matchs en raison de diverses blessures, et les Devils sont exclus des séries avec la treizième place de l'Association de l'Est. Il est le meilleur buteur de l'équipe avec 27 buts et compte au total 42 points pour se classer deuxième parmi les pointeurs des Devils derrière Adam Henrique qui compte un point de plus que Cammalleri.
Au cours de l'été 2015, Lamoriello quitte les Devils après avoir accepté un poste de directeur général chez les Maple Leafs de Toronto et Cammalleri profite de ce départ pour reprendre son ancien numéro à partir de la saison 2015-2016 pour ainsi devenir le tout premier joueurs des Devils à porter le numéro 13.

## Vie personnelle
Cammalleri partage depuis longtemps sa vie avec Jennifer Bernaudo. Ils ont eu ensemble une fille nommée Chloé en août 2011 et une deuxième fille, Mya, née en décembre 2014. Le couple a été impliqué dans de nombreuses œuvres de bienfaisance depuis que Cammalleri a rejoint la LNH. Il soutient principalement des œuvres de charité d'enfants comme la fondation Starlight, l'organisme Vision Mondiale, la fondation SickKids à Toronto et plusieurs autres. Durant son séjour à Montréal, Cammalleri a également soutenu les militaires via son programme « Les Héros de Cammy ». Il vend des billets pour les soldats québécois et leurs familles pour assister aux matchs des Canadiens. Son engagement communautaire lui a permis de remporter le trophée Jean Béliveau, un trophée interne de l'équipe, en 2011.

## Statistiques

### Statistiques en club
| Saison     | Équipe                 | Ligue      |     | Saison régulière | Saison régulière | Saison régulière | Saison régulière | Saison régulière |    | Séries éliminatoires | Séries éliminatoires | Séries éliminatoires | Séries éliminatoires | Séries éliminatoires |
| Saison     | Équipe                 | Ligue      | PJ  | B                | A                | Pts              | Pun              | PJ               | B  | A                    | Pts                  | Pun                  |                      |                      |
| 1997-1998  | Blues de Bramalea      | LHJPO      | 46  | 36               | 52               | 88               | 30               | -                | -  | -                    | -                    | -                    |                      |                      |
| 1998-1999  | Blues de Bramaela      | LHJPO      | 41  | 31               | 72               | 103              | 51               | -                | -  | -                    | -                    | -                    |                      |                      |
| 1999-2000  | Wolverines du Michigan | NCAA       | 39  | 13               | 13               | 26               | 32               | -                | -  | -                    | -                    | -                    |                      |                      |
| 2000-2001  | Wolverines du Michigan | NCAA       | 42  | 29               | 32               | 61               | 24               | -                | -  | -                    | -                    | -                    |                      |                      |
| 2001-2002  | Wolverines du Michigan | NCAA       | 28  | 23               | 20               | 43               | 24               | -                | -  | -                    | -                    | -                    |                      |                      |
| 2002-2003  | Monarchs de Manchester | LAH        | 13  | 5                | 15               | 20               | 12               | -                | -  | -                    | -                    | -                    |                      |                      |
| 2002-2003  | Kings de Los Angeles   | LNH        | 28  | 5                | 3                | 8                | 22               | -                | -  | -                    | -                    | -                    |                      |                      |
| 2003-2004  | Kings de Los Angeles   | LNH        | 31  | 9                | 6                | 15               | 20               | -                | -  | -                    | -                    | -                    |                      |                      |
| 2003-2004  | Monarchs de Manchester | LAH        | 41  | 20               | 19               | 39               | 28               | 1                | 0  | 1                    | 1                    | 0                    |                      |                      |
| 2004-2005  | Monarchs de Manchester | LAH        | 79  | 46               | 63               | 109              | 60               | 6                | 1  | 5                    | 6                    | 0                    |                      |                      |
| 2005-2006  | Kings de Los Angeles   | LNH        | 80  | 26               | 29               | 55               | 50               | -                | -  | -                    | -                    | -                    |                      |                      |
| 2006-2007  | Kings de Los Angeles   | LNH        | 81  | 34               | 46               | 80               | 48               | -                | -  | -                    | -                    | -                    |                      |                      |
| 2007-2008  | Kings de Los Angeles   | LNH        | 63  | 19               | 28               | 47               | 30               | -                | -  | -                    | -                    | -                    |                      |                      |
| 2008-2009  | Flames de Calgary      | LNH        | 81  | 39               | 43               | 82               | 44               | 6                | 1  | 2                    | 3                    | 2                    |                      |                      |
| 2009-2010  | Canadiens de Montréal  | LNH        | 65  | 26               | 24               | 50               | 16               | 19               | 13 | 6                    | 19                   | 6                    |                      |                      |
| 2010-2011  | Canadiens de Montréal  | LNH        | 67  | 19               | 28               | 47               | 33               | 7                | 3  | 7                    | 10                   | 0                    |                      |                      |
| 2011-2012  | Canadiens de Montréal  | LNH        | 38  | 9                | 13               | 22               | 10               | -                | -  | -                    | -                    | -                    |                      |                      |
| 2011-2012  | Flames de Calgary      | LNH        | 28  | 11               | 8                | 19               | 16               | -                | -  | -                    | -                    | -                    |                      |                      |
| 2012-2013  | Flames de Calgary      | LNH        | 44  | 13               | 19               | 32               | 25               | -                | -  | -                    | -                    | -                    |                      |                      |
| 2013-2014  | Flames de Calgary      | LNH        | 63  | 26               | 19               | 45               | 26               | -                | -  | -                    | -                    | -                    |                      |                      |
| 2014-2015  | Devils du New Jersey   | LNH        | 68  | 27               | 15               | 42               | 28               | -                | -  | -                    | -                    | -                    |                      |                      |
| 2015-2016  | Devils du New Jersey   | LNH        | 42  | 14               | 24               | 38               | 18               | -                | -  | -                    | -                    | -                    |                      |                      |
| 2016-2017  | Devils du New Jersey   | LNH        | 61  | 10               | 21               | 31               | 21               | -                | -  | -                    | -                    | -                    |                      |                      |
| 2017-2018  | Kings de Los Angeles   | LNH        | 15  | 3                | 4                | 7                | 4                |                  |    |                      |                      |                      |                      |                      |
| 2017-2018  | Oilers d'Edmonton      | LNH        | 51  | 4                | 18               | 22               | 14               | -                | -  | -                    | -                    | -                    |                      |                      |
| Totaux LNH | Totaux LNH             | Totaux LNH | 906 | 294              | 348              | 642              | 425              | 32               | 17 | 15                   | 32                   | 8                    |                      |                      |

### Statistiques en équipe nationale
| Année | Équipe        | Compétition                 |   | PJ | B | A  | Pts | Pun                |  | Résultat |
| 2001  | Canada junior | Championnat du monde junior | 7 | 4  | 2 | 6  | 2   | Médaille de bronze |  |          |
| 2002  | Canada junior | Championnat du monde junior | 7 | 7  | 4 | 11 | 10  | Médaille d'argent  |  |          |
| 2006  | Canada        | Championnat du monde        | 8 | 1  | 4 | 5  | 4   | Quatrième place    |  |          |
| 2007  | Canada        | Championnat du monde        | 9 | 4  | 3 | 7  | 6   | Médaille d'or      |  |          |

## Trophées et honneurs personnels
- 1997-1998 : nommé meilleure recrue dans l'OPJHL.
- 1998-1999 : équipe d'étoiles de l'OPJHL.
- 2000-2001 :
  - première équipe d'étoiles de la CCHA ;
  - deuxième équipe d'étoiles All-Americain dans l'Ouest de la NCAA.
- 2001-2002 :
  - deuxième équipe d'étoiles de la CCHA ;
  - première équipe d'étoiles All-Americain dans l'Ouest de la NCAA.
- 2004-2005 :
  - sélectionné pour le Match des étoiles de la LAH pour l'équipe Canada ;
  - deuxième équipe d'étoiles de la LAH ;
  - trophée Willie-Marshall.
- 2006-2007 : Bill Libby Memorial Award, trophée interne des Kings remis au meilleur joueur de l'équipe ;
- 2010-2011 : trophée Jean-Béliveau, trophée interne des Canadiens remis au joueur s’étant démarqué le plus par son engagement communautaire.